# چلسی دیویس
چلسی دیویس (به انگلیسی: Chelsea Davis) ژیمناست زادهٔ ۲ نوامبر ۱۹۹۲ میلادی اهل کشور ایالات متحده آمریکا است.